# 圣博斯韦尔斯新镇
圣博斯韦尔斯新镇（英语：Newtown St. Boswells；苏格兰盖尔语：Baile Ùr Chille Bhoisil），是英国苏格兰苏格兰边区的一个城镇，位于边区中部。总人口1199（2001年）圣博斯韦尔斯新镇为苏格兰边区行政中心。